# Alexander Mack
Alexander Mack (født 27. juli 1679 i Schriesheim, Tyskland, død 19. januar 1735 i Germantown, Pennsylvania, USA) er grundlæggeren af Schwarzenau Brethren (også Tunkere), en anabaptisk-pietistisk kirkesamfund.
Mack blev født 1679 som søn af en velhavende møllerfamilie i Baden. Han blev senere selv møller. Den 18. januar 1701 giftede han sig med Anna Margaretha Kling. Parret fik to sønner. Mack og hans familie var medlem af den reformerte menighed, men i 1706 kom Mack i kontakt med radikal-pietistiske kredse og blev senere selv medlem af pietistiske grupper. 
For at undgå fængsling flyttede Mack til grevskabet Sayn-Wittgenstein-Hohenstein i Sauerland, hvor han og andre i august 1708 lod sig gendøbe i floden Eder. Døbshandlingen dannede udgangspunktet for udviklingen af en ny døberisk-pietistisk menighed. 
Den nye bevægelse fik også tilgang fra dompelarere (nederlandsk dompelaars ≈ underdykkere), der var en pietistiske gruppe indenfor mennonitterne. Ved dåb foretog dompelaars neddykning 3 gange (for faderen, for sønnen og for helligånden). I 1719 flyttede en stor del af menigheden til Frisland i Nederlandene, hvor de fik støtte af mennonitterne. En mindre del af menigheden under ledelse af Peter Becker emigrerede og bosatte sig i Germantown, Pennesylvania. Denne by var grundlagt i 1683 af kvækere og mennonitter som en by med religionsfrihed i den britiske koloni Pennesylvania. 
I 1729 emigrerede resten af menigheden under ledelse af Alexander Mack endelig via Rotterdam til Nordamerika, hvor de bosatte sig i Germantown, Pennsylvania. Mack hjalp med at genetablere menigheden i Nordamerika, men døde efter få år. En af hans sønner blev efter hans død leder af Schwarzenau Brethrens.